# Tommaso Traetta
Francesco Michele Tommaso Saverio Traetta o Trajetta, conosciuto semplicemente come Tommaso Traetta (Bitonto, 30 marzo 1727 – Venezia, 6 aprile 1779) è stato un compositore italiano, tra i massimi rappresentanti della scuola musicale napoletana, principalmente nel campo dell'opera seria. Fu un noto compositore della scuola napoletana.

## Biografia

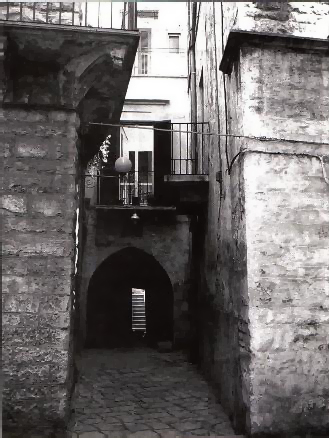
Corte Fenice, la casa natale di Tommaso Traetta, nel centro storico di Bitonto

Tommaso Traetta nacque il 30 marzo 1727 a Bitonto, nell'allora Regno di Napoli (era probabilmente un discendente del cantante Sebastiano Traetta, più precisamente un discendente del fratello Nicolò). All'età di undici anni fu ammesso al conservatorio di Santa Maria di Loreto di Napoli, sotto la guida di Nicola Porpora e successivamente divenne allievo di Francesco Durante. Dopo dieci anni di studio, l'istruzione di Traetta, in tutte le parti della musica, fu completa. Uscito dal conservatorio, nel 1748, si dedicò all'insegnamento del canto e compose per le chiese e i conventi di Napoli, delle messe, dei vespri, dei mottetti e delle litanie, gran parte delle quali si trovano ancor oggi manoscritte.
Nel 1750 la sua opera seria Il Farnace, per il libretto di Antonio Maria Lucchini, fu rappresentata al teatro San Carlo con Gaetano Majorano ottenendo un successo talmente strepitoso che gli si chiesero altre sei opere per la stessa scena le quali si succedettero senza interruzione una dopo l'altra. Chiamato a Roma nel 1754, vi diede al teatro Aliberti, l'Ezio, considerata a giusto titolo come una delle sue più belle opere. Da allora la sua reputazione si diffuse in tutta Italia; Firenze, Venezia, Milano, Torino si disputarono e applaudirono i suoi successi, ma delle vantaggiose proposte fattegli dal duca di Parma, Felipe, ne arrestarono il vagabondare perché accettò la carica di suo maestro di cappella e fu incaricato di insegnare l'arte del canto alle principesse della famiglia ducale. Felipe aveva sposato la figlia maggiore di Luigi XV, introducendo alla corte di Parma, nella musica e in genere nella cultura, dei gusti francesi.
Proprio l'influenza francese spinge l'opera di Traetta a muoversi su binari differenti rispetto al panorama musicale italiano del tempo, seguendo con l'Antigona, andata in scena a San Pietroburgo il 1772, gli ideali di riforma associati a Gluck ma in realtà già avvertiti anche da altri compositori. Secondo Laborde, non si trova traccia di questo cambiamento nelle partiture dell'Armida né in quella dell'Ifigenia composte nella stessa epoca (1760). La prima opera composta a Parma da Traetta fu Ippolito e Aricia, rappresentata nel 1759 e ripresa nel 1763 per il matrimonio dell'infanta di Parma con il principe delle Asturie. Così grande fu il suo successo che il re di Spagna accordò una pensione al compositore, come testimonianza del suo apprezzamento. Nello stesso anno Traetta fu chiamato a Vienna per scrivervi l'Ifigenia in Tauride, una delle sue più belle opere. Di ritorno a Parma vi diede la Sofonisba. Un aneddoto relativo a quest'opera sembrerebbe essere l'origine di quel che riporta Laborde a proposito della trasformazione dello stile di questo compositore durante il suo soggiorno a Parma. In una situazione drammatica in cui l'accento di un personaggio doveva essere straziante, Traetta credette di non poter far di meglio che scrivere al di sotto della nota le parole un urlo francese.
Dopo la Sofonisba tornò a Londra per comporre l'Armida. Quest'opera e l'Ifigenia furono rappresentate in seguito in quasi tutta Italia e accolte con entusiasmo. Dopo la morte dell'infante Don Filippo, duca di Parma, nel mese di dicembre 1763, Traetta fu chiamato a Venezia per prendervi la direzione del conservatorio chiamato l'ospedaletto, ma non conservò questo posto che due anni, avendo acconsentito di succedere a Galuppi come compositore alla corte di Caterina II, imperatrice di Russia. Partì all'inizio del 1768 per San Pietroburgo e Sacchini gli successe all'ospedaletto. La maggior parte dei biografi riferisce che all'indomani della rappresentazione della Didone Abbandonata, l'imperatrice inviò a Traetta una tabacchiera d'oro ornata del suo ritratto, con un biglietto di sua mano in cui ella diceva che Didone gli faceva questo dono. Si sono però confusi, in questo aneddoto, Traetta e Galuppi che aveva scritto qualche anno prima, un'opera sullo stesso soggetto rappresentata a Pietroburgo e che ricevette, in effetti, questo messaggio da parte dell'imperatrice.
Dopo sette anni di soggiorno alla corte di Caterina II, questo celebre artista, sentendo la sua salute indebolita dal rigore del clima, domandò il permesso di potersi congedare che ottenne con gran pena. Si allontanò dalla Russia verso la fine del 1775 per recarsi a Londra, dove la sua fama l'aveva preceduto, ma, sia che il soggetto dell'opera commissionatagli non l'avesse ispirato, sia che il suo cattivo stato di salute non avesse lasciato al suo talento tutto il suo vigore, il suo dramma Germondo, rappresentato a teatro del re, non parve degno della sua alta reputazione. La fredda accoglienza riservata a quest'opera e a una raccolta di duetti italiani che fece pubblicare a Londra, lo spinsero a lasciare quella città per tornare in Italia, dove sperava di ritrovare la sua vena. Ma da questo momento in poi la sua salute fu sempre precaria. Scrisse ancora qualche opera a Napoli e a Venezia, ma senza più trovarvi il fuoco delle sue antiche produzioni. Il 6 aprile del 1779 morì a Venezia all'età di cinquantadue anni. Nel 1980 le sue spoglie furono traslate da Venezia (Chiesa Dell'Ospedaletto) a Bitonto per essere sepolte nella cripta della Cattedrale. Anche il figlio Filippo Traetta, nato nel 1777, fu compositore. Emigrato negli Stati Uniti nel 1799, vi trascorse l'intera carriera, fondandovi dei conservatori a Boston (1801) e a Filadelfia (1828).

## Considerazioni sull'artista
Il compositore, il quale sperimenta il proprio stile in maniera innovativa combinando elementi puramente italiani con l’armonia cromatica tedesca, sembra aver concepito la musica di teatro dal punto di vista dal quale Gluck si è posto qualche anno più tardi, a parte la diversità nelle tendenze melodiche che sono più evidenti nelle opere del compositore italiano. Nel patetico, Traetta raggiunge talvolta il sublime, come si può vedere nell'aria di Semiramide che è stata inserita nel Methode de chant du conservatoire de Paris. Talvolta dimenticava che il gusto dei suoi compatrioti rigettava allora questi accenti energici, e che essi preferivano la melodia pura al dividere la loro attenzione tra la melodia e l'armonia, ma quando percepiva nel suo uditorio la fatica di questa attenzione, durante le prime messe in scena, nelle quali sedeva al clavicembalo, aveva l'abitudine di rivolgersi agli spettatori dicendo: "Signori, badate a questo passo", e il pubblico applaudiva quasi sempre a questa espressione ingenua di orgoglio dell'artista.

## Composizioni

### Opere
- Farnace - Napoli 1750
- I pastori felici - ivi - 1753
- Ezio - Roma - 1753
- Le nozze contrastate - 1754
- La fante furba - 1756
- Buovo d'Antona - Venezia - 1758
- Ippolito e Aricia- Parma - 1759
- Stordilano, principe di Granata - 1760
- I Tindaridi - Parma - 1760
- Armida - Vienna - 1761
- Sofonisba - Mannheim - 1761
- La francese a Malghera - 1762
- Alessandro nell'Indie - Reggio Emilia - 1762
- Ifigenia in Tauride - Vienna - 1763
- Didone abbandonata - 1764
- Semiramide riconosciuta - 1765
- La serva Rivale - 1767
- Amore in trappola - 1768
- L'isola disabitata, libretto di Pietro Metastasio - 1768 al Teatro Comunale di Bologna
- L'Olimpiade - 1770
- Antigona - 1772
- Germondo - 1776
- Il cavaliere errante - 1777
- La disfatta di Dario - 1778
- Artenice - 1778

### Musica sacra
Si sono trovati, dello stesso compositore, al conservatorio di Napoli, uno Stabat Mater a quattro voci e orchestra (un altro Stabat Mater è conservato nella Biblioteca Statale di Monaco di Baviera), così come due lezioni per il mattutino di Natale e una parte della Passione secondo San Giovanni. Per le "Figliole" dell'Ospedale dei Derelitti (Ospedaletto) a Venezia, ha scritto un oratorio intitolato Rex Salomon (conservato presso la biblioteca reale del Belgio a Bruxelles), le quattro Antifone mariane per voce solista, archi e basso continuo (Biblioteca Universitaria di Amburgo) un Miserere a tre voci, archi e continuo (conservato a Bergamo, a Vienna e a Milano; in quest'ultima fonte attribuito erroneamente a Sacchini) e numerosi mottetti solistici andati perduti. Una Messa a quattro voci con orchestra si trova presso il Conservatorio di Firenze.